# Pajrek
Pajrek je zřícenina hradu na Šumavě v katastrálním území Stará Lhota přibližně jeden a čtvrt kilometru jižně od města Nýrska v okrese Klatovy v Plzeňském kraji. Stojí na severním výběžku hory Hraničář. Od roku 1964 je chráněn jako kulturní památka.
Hrad založili v první polovině čtrnáctého století páni z Janovic, kterým patřil až do počátku šestnáctého století. Během husitských válek zde sídlil Jan z Janovic, který se střídavě přidával na strany husitů a katolíků. V roce 1479 hrad dobylo a vypálilo bavorské vojsko. V roce 1512 zpustlý hrad koupil a částečně obnovil Jindřich Kostomlatský z Vřesovic, ale po jeho smrti hrad rychle zchátral a změnil se ve zříceninu, jejíž dominantou je mohutná obytná věž.

## Název
Podle dobového zvyku dostal hrad po svém založení německé jméno Baiereck, ve významu bavorský hrad nebo hrad postavený u hranic s Bavorskem na obranu proti Bavorům. V historických pramenech se jméno hradu objevuje ve tvarech: de Pawrek (1360), Payerek (1379), de Payerecke (1419), Pajrek (1429), de Payrgyer Ecke (1440), de Payereku (1454), de Payreku (1461), de Payreka (1489), Payrek (1504), se zámkem Perykem (1541) a Peyrek (1554). V díle Františka Alexandra Hebera vydaném roku 1844 byl hrad uveden pod německým názvem ve variantách Baiereck a Bayereck, někdy se i česky označoval jako Bajrek. Český název Pajrek vznikl z německého tvaru.

## Historie
Hrad byl postaven v první polovině čtrnáctého století. První písemná zmínka o něm pochází z roku 1360 a nachází se v predikátu Něpra z Pajreku. V roce 1379 hrad vlastnili Něpr a Ondřej z rodu Janovských z Janovic. V držení tohoto rodu hrad zůstal až do roku 1512.
Na počátku patnáctého století Pajrek společně vlastnili bratři Jan, Tomáš a Václav Janovští z Janovic. Za mladší bratry jej spravoval Jan, který roku 1412 vstoupil do služeb Jindřicha z Rožmberka, aby mu pomohl v jeho sporu s Rackem Rýzmberským z Janovic. Dohodli se tak, že Jindřichovi služebníci mohou na hradě bydlet, ale po dobu jejich pobytu bude Jindřich zajišťovat jídlo a pití pro celý hrad.

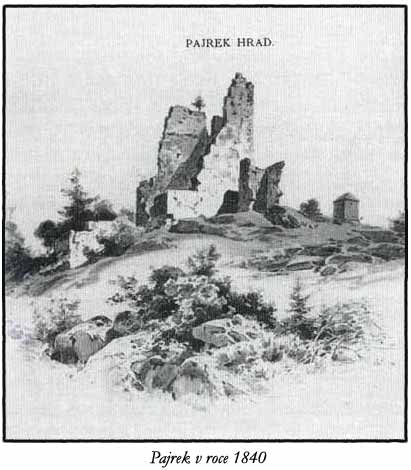
Zřícenina v roce 1840

Nejspíše roku 1419 si hrad s panstvím bratři rozdělili. Tomáš z Janovic se oženil s Eliškou z Týnce, se kterou měl syna Racka, kterému zřejmě bezdětný strýc Václav z Janovic v roce 1440 odkázal svůj podíl ve výši 150 kop grošů. Václav zemřel před rokem 1446. Nejvíce informací se dochovalo o nejstarším Janovi. Na počátku husitských válek sympatizoval s husity a Janem Žižkou. Dne 10. září byl uveden mezi rukojmími, kteří měli zabezpečit příměří táboritů a Oldřicha z Rožmberka. O dva roky později však umožnil katolickému vojsku z Bavorska a Švábska, aby prošlo kolem hradu a plenilo husitské statky v okolí Klatov. Po roce 1427 se Jan opět přiklonil k husitům, a měl proto časté spory s Oldřichem z Rožmberka, které trvaly až do příměří uzavřeného 31. července 1432 a pokračovaly i po jeho uplynutí až do konce roku 1434.
Jan měl s manželkou Eliškou z Rýzmberka syny Jana, Ojíře, Břeňka a Ondřeje. Břeněk s Ondřejem roku 1461 prodali své podíly bratranci Rackovi, který tak získal do svého držení celý hrad. Racek se stal klatovským hejtmanem a roku 1467 pravděpodobně vedl vojsko, které v bitvě u Nýrska porazilo bavorské křižáky. Při dalším bavorském vpádu v roce 1472 byl Racek už mrtev a Bavoři Pajrek dobyli, a zajali na něm Rackova syna. Polovinu hradu v té době vlastnil Mikuláš z Běšin, který ji roku 1470 koupil od Barbory z Běšin, vdovy po Rackovi.
Další Osudy hradu na konci patnáctého století jsou nejasné. Nejspíše se jej zmocnili někteří členové rodu Janovských z Janovic a začali rozprodávat části panství bez panovníkova souhlasu, který byl nutný, protože Pajrek byl královským manstvím. Na to si u krále Vladislava Jagellonského stěžoval Jindřich z Pajreka, snad jeden z Rackových synů, ale výsledek jeho snahy získat zpět ztracené statky není znám. Když se Jindřich oženil s Alžbětou z Nebílov, věnoval jí roku 1504 věno ve výši sta kop grošů, přičemž je hrad Pajrek zmiňován jako pustý.
Roku 1512 Pajrek za 125 kop grošů koupil Jindřich Kostomlatský z Vřesovic, který musel hrad alespoň částečně obnovit, aby byl vůbec obyvatelný. Jindřichova posádka škodila v okolí hradu a účastnila se boje Janovských proti královským městům. Jindřich Kostomlatský byl proto prohlášen za zemského škůdce, Pajrek oblehlo vojsko královských měst a Jindřicha zajalo. Poté byl převezen do Prahy a po ročním věznění v Daliborce na Pražském hradě sťat.
Král Ludvík Jagellonský daroval hrad v léno Albrechtovi ze Štenberka, ale ten se majetku neujal, protože vdova po popraveném, Kateřina Kocová z Dobrše měla na hradě věno, takže hrad jí nakonec zůstal. Po její smrti zdědili hrad její synové z prvního manželství Bohuslav a Podivín z Vidhostic a po nich jejich sestra Eva z Vidhostic. Roku 1538 však Kryštof Kostomlatský z Vřesovic, Jindřichův bratr, dostal hrad od Ferdinanda I. s podmínkou, že veškerý majetek Evy z Vidhostic vyplatí. Mezi Kryštofem a Evou pak vypukl spor, který roku 1539 Eva vyhrála, protože prokázala, že hrad přijala v léno už roku 1528. V roce 1541 předala hrad svým synům Petrovi a Adamovi z Dlouhé Vsi. Časem celý hrad získal Adam a roku 1554 jej prodal Janu Kocovi z Dobrše za 600 kop českých grošů. Jan Koc však sídlil na pohodlnějším zámku v Bystřici nad Úhlavou a nepohodlný Pajrek ponechal osudu. Popis z roku 1556 uvádí hrad jako pustý. Hrad zanikl požárem a suť ze zřícené věže byla použita při výstavbě dvora pod zříceninou.

## Stavební podoba

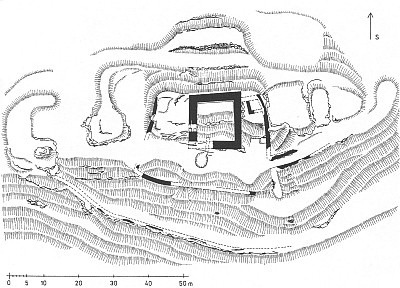
Půdorys hradu

Pajrek patří mezi hrady donjonového typu. Postaven byl v závěru protáhlého hřbetu na skalním útvaru tvořeném erlanem a stromatitem v nadmořské výšce 617 metrů.
Jádrem hradu je rozměrný donjon s půdorysem o rozměrech přibližně 16 × 16 metrů, který patří k nejrozměrnějším věžím v Česku. Severní strana věže byla zapojena do obvodové hradby, která uzavírala přibližně čtverhranný areál, v jehož severovýchodním rohu stála menší věžovitá stavba. Vnější opevnění tvořené příkopy a hradbami pochází nejspíše ze druhé poloviny patnáctého století a je patrné zejména na jižní straně podél původní přístupové cesty.

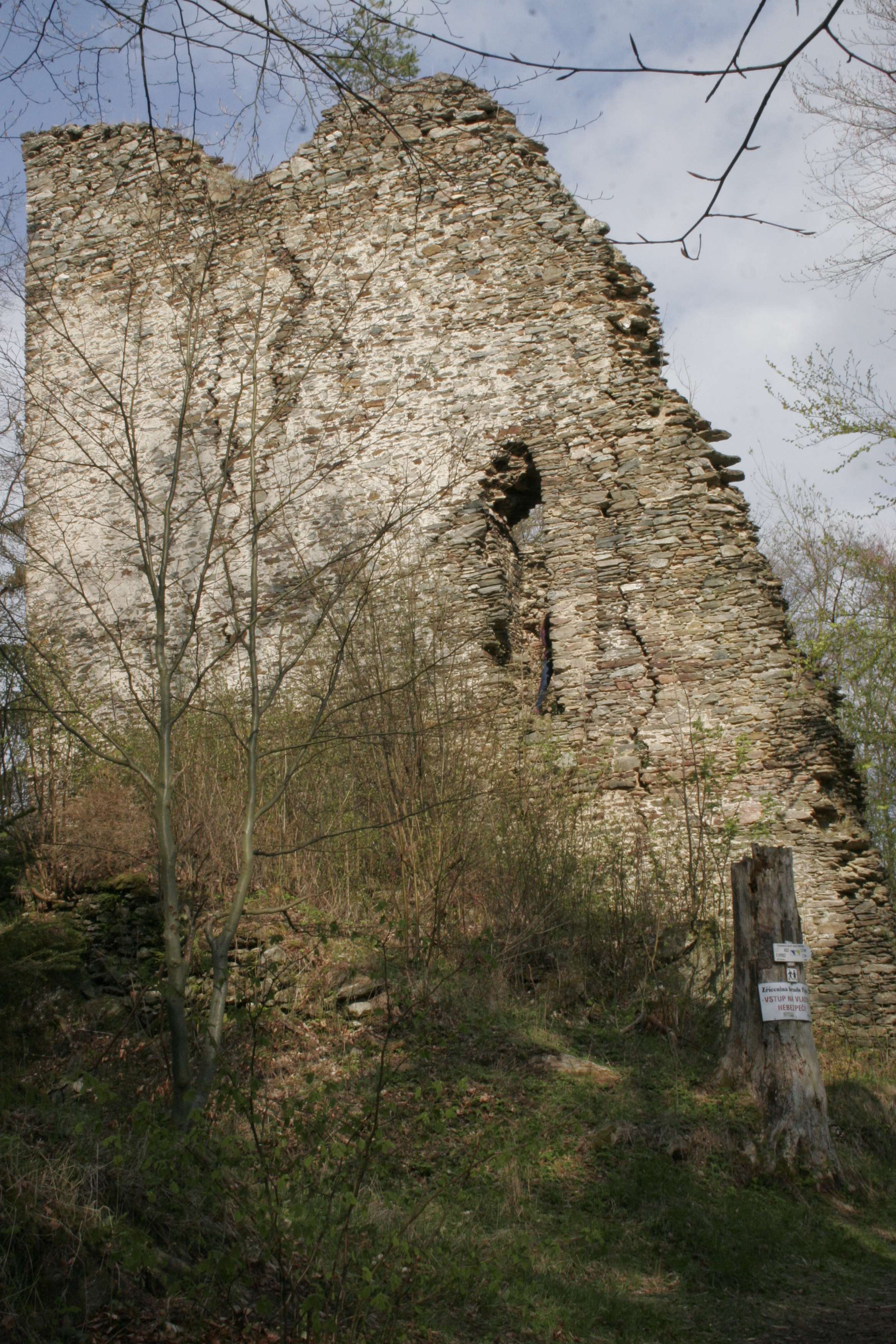
Západní strana věže s patrným vstupním otvorem

Zřícenina věže částečně dosahuje až do výšky čtvrtého podlaží, přičemž na severní a západní vnější straně se dochovaly zbytky původní omítky. Zdi věže jsou v přízemí silné okolo 2,4 metru, ale ve vyšších partiích se dvakrát zeslabují. Odsazením byl získán prostor pro uložení konstrukčních prvků podlaží. Nad prvním odsazením se tloušťka zdí snižuje na 1,9 metru a po druhém na 1,5 metru. Celé první podlaží sloužilo pouze k vyrovnání terénních členitostí.
Nejhůře dochovanou částí věže je jižní strana. Příčinou jejího zřícení byla nejspíše menší stabilita způsobená existencí okenních otvorů. Východní zeď je poškozená statickými poruchami, které se projevují vertikálními prasklinami zdiva. Severní a západní strana je vysoká okolo osmnácti metrů. Ve čtvrtém podlaží severní zdi je patrný otisk nejspíše okenní špalety. Vstup do věže býval ve druhém podlaží západní stěny. Při úpravách na konci devatenáctého století byl částečně zazděn. Pravděpodobně jej uzavíraly masivní jednokřídlé dveře zajišťované závorou, k jejímuž uložení sloužila trámová kapsa s rozměry 25 × 25 centimetrů.

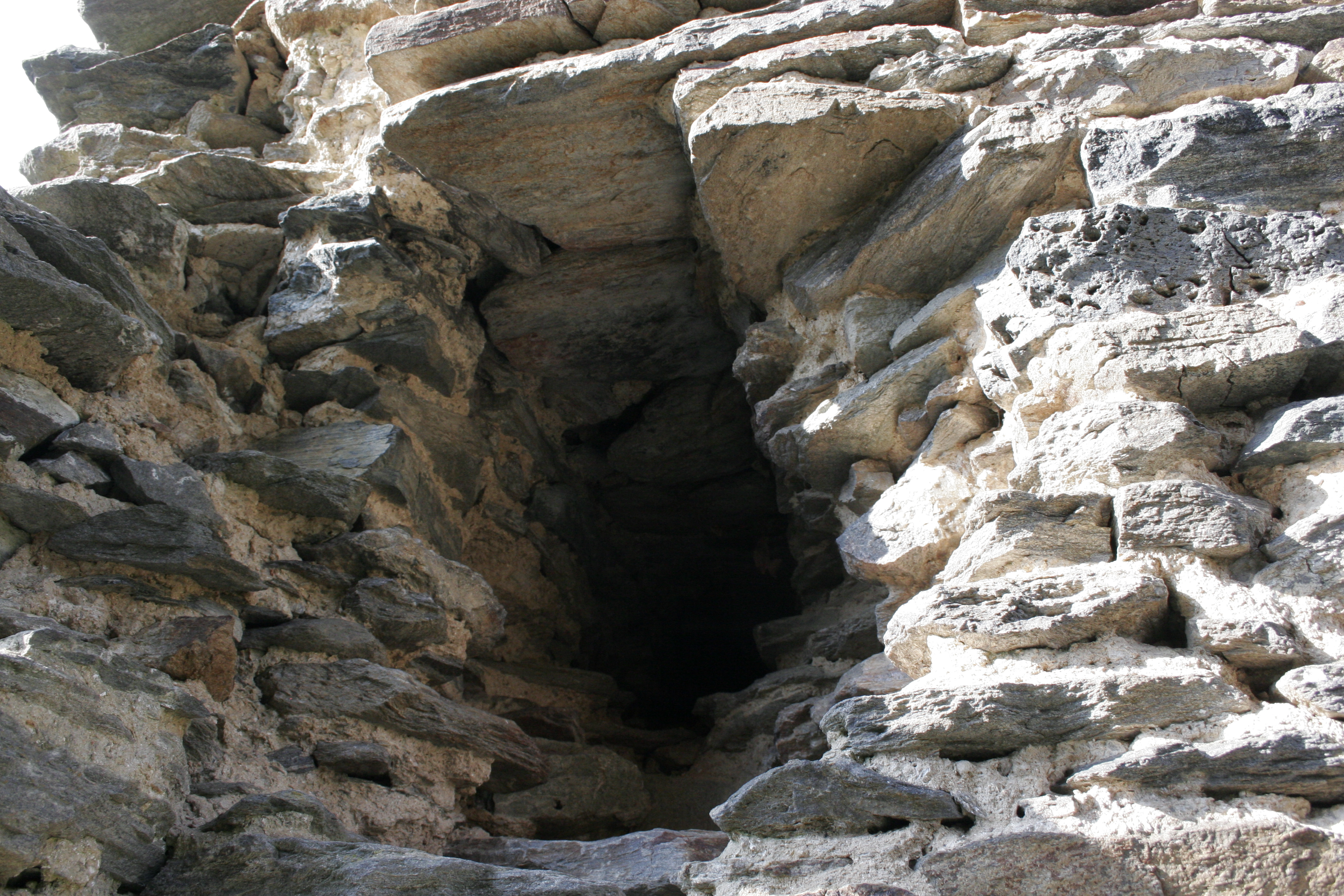
Kapsa pro uložení závory vstupu do věže

Podlaha prvního podlaží byla uložena na odsazení obvodového zdiva. Nosné trámy uložené ve směru východ–západ byly dlouhé dvanáct metrů a měly průřez s rozměry 35 × 35 centimetrů. Vzhledem ke své délce musely být v polovině délky podloženy průvlakem s opačnou orientací, který mohl být podepřen sloupkem v suterénu. Další odsazení obvodových zdí se nachází o osm metrů výš, a proto byl interiér pravděpodobně horizontálně rozdělen dalším podlažím se samonosnou konstrukcí vloženou do interiéru a podepřenou středovými sloupy. Trámy čtvrtého podlaží byly položeny na výstupek vzniklý odsazením obvodových zdí. Páté podlaží mělo, podobně jako třetí, samonosnou konstrukci, ale vzhledem ke stavu zdiva není jasné, zda bylo páté podlaží plnohodnotné nebo se jednalo pouze o zvýšený půdní prostor.
Podobně řešené věže mohly být také na hradech Nový Herštejn, Pušperk, Kunžvart nebo na bavorském Neujochensteinu.

## Přístup
Ke zřícenině hradu vede zeleně značená turistická trasa z Nýrska do Staré Lhoty. Okolo osady Pajrek pod zříceninou vede také cyklotrasa č. 2049 z Nýrska do zaniklých Zadních Chalup.